# Parque histórico nacional de Sitka
El Parque Histórico Nacional de Sitka (en inglés Sitka National Historical Park) es un área protegida situada en   Sitka al sudeste de Alaska en los Estados Unidos y gestionada por el National Park Service. A pesar de que anteriormente había sido un monumento nacional, fue designado un parque histórico nacional el 18 de octubre de 1972. El parque en sus diversas formas ha buscado maneras de rememorar las experiencias tlingit y rusas en Alaska.: 7 

## Historia

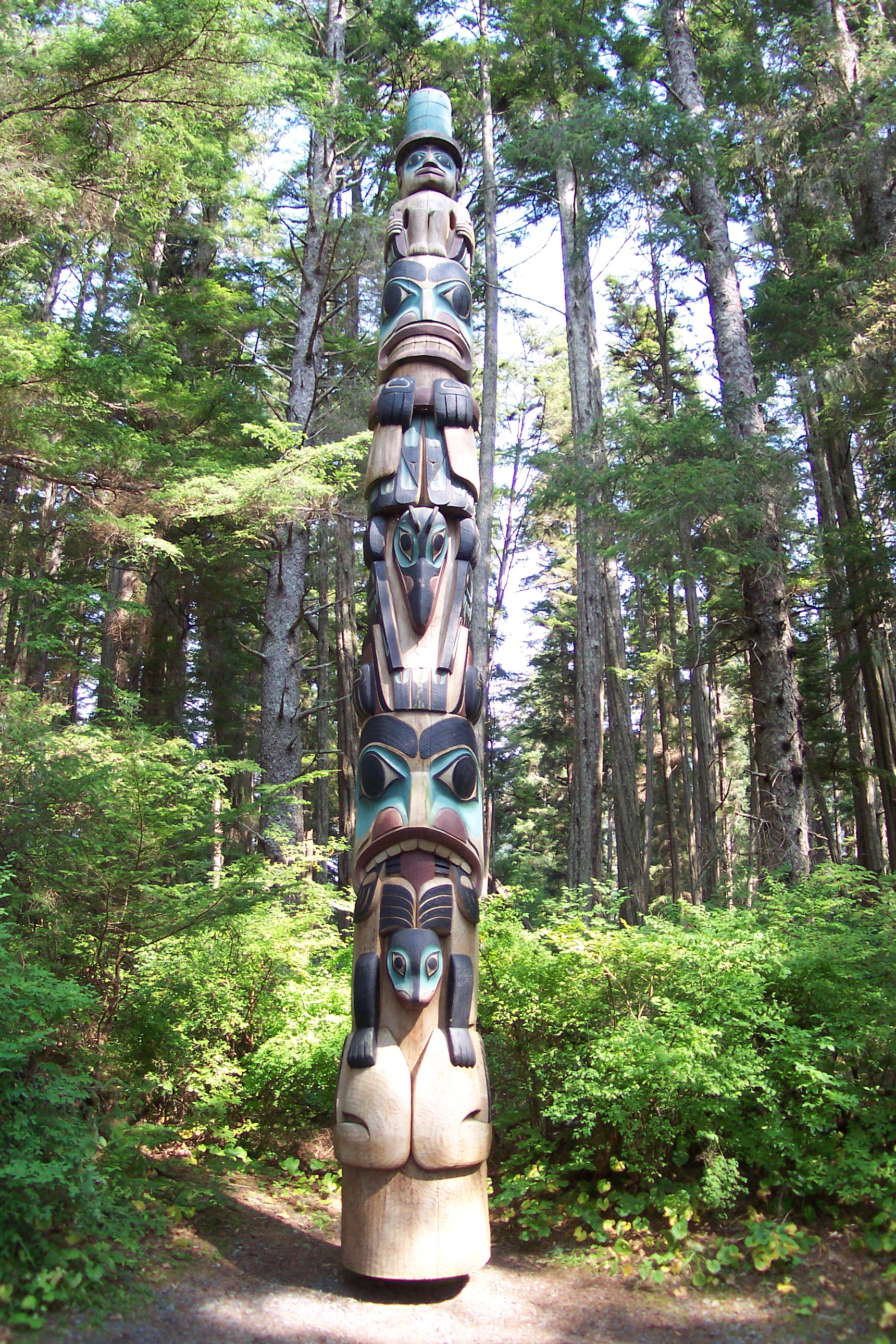
El tótem Yaadas Crest Corner Pole, uno de los muchos postes de tótem reproducidos en exhibición en el parque histórico nacional de Sitka. Las figuras (de arriba abajo) son: el Vigilante del Pueblo, el Cuervo en Forma Humana, el Cuervo (Raven) y el Oso.

El más antiguo parque federal de carácter cultural de Alaska se remonta al 21 de junio de 1890, cuando el presidente Benjamin Harrison dejó el terreno ocupado por la fortaleza tlingit Shis'kí Noow (que quiere decir "Fuerte de Árboles Jóvenes" en tlingit) para uso público. El lugar, situado cerca de la desembocadura del río Indian, es donde tuvo lugar en 1804 un conflicto armado entre la población nativa tlingit y cazadores de pieles rusos (acompañados de sus aliados aleutas), un acontecimiento que se conoce hoy día como la Batalla de Sitka.
Desde 1903 hasta 1905, el gobernador del distrito de Alaska John G. Brady se dedicó a la adquisición de tótems nativos en todas partes de Alaska para su exhibición en el parque; la mayoría se encontraron a aldeas haida en la isla del Príncipe de Gales mientras que otros habían estado antes en exhibición en la Exposición Universal de Saint Louis de 1904. Poco después, un grupo de gente importante de Sitka, preocupada por el vandalismo y el mal estado del parque en general, presionó el gobierno federal para que declarara el lugar como monumento nacional.
El monumento nacional de Sitka fue proclamado por el presidente William Howard Taft en virtud de la Ley de Antigüedades el 23 de marzo de 1910 para preservar el carácter histórico del lugar, la colección de tótems y la fortaleza, y protegerlos de posibles daños. Al crear el Servicio de Parques Nacionales en 1916, el monumento cayó en el ámbito de la nueva agencia pero sin financiación dedicada hasta 1921. Muchas de las esculturas exhibidas hoy en el parque a lo largo de los 3, 2 kilómetros de pasarelas de madera son réplicas de originales deterioradas ahora almacenados para su protección. Entre las gigantescas píceas de Sitka se intercalan una variedad de helechos, arbustos y flores. Se ven subir salmones por el río Indian durante la temporada de desove.
El parque estuvo bajo el control del Ejército de los Estados Unidos en 1942 y fue ocupado brevemente con finalidades defensivas, durante la ocupación una serie de proyectos de construcción militar acabaron en la extracción de grandes cantidades de grava de la costa y del estuario de la zona. Las consecuencias ambientales de la extracción constituyó un problema importante durante muchas décadas. La responsabilidad del parque fue devuelta al Departamento del Interior en 1947. El 1965, se abrió un nuevo centro de visitantes que ofrece igualmente un espacio para exposiciones y demostraciones de artes y oficios de los nativos de Alaska. El parque fue catalogado en el Registro Nacional de Lugares Históricos en el 1966.
En un acuerdo sin precedentes, la Hermandad de Nativos de Alaska (Alaska Native Brotherhood) se hizo cargo de varios acontecimientos culturales en el centro de visitantes en 1969. El Centro Cultural Indio del Sudeste de Alaska (Southeast Alaska Indian Cultural Center) celebró su 45 aniversario en enero de 2015. Muchos de los artefactos notables de la colección tlingit habían sido prestados o dados por los grupos locales en virtud de acuerdos destinados a asegurar su uso continuo y tradicional a pesar de su exposición en el parque.

## Casa del Obispo Ruso
Situada aproximadamente a un kilómetro del parque, la Casa del Obispo Ruso (Russian Bishop's House) fue construida utilizando píceas de Sitka empezando en 1841 hasta su finalización en 1843 por trabajadores tlingit supervisados por constructores finlandeses. Es uno de los cuatro ejemplos existentes de la arquitectura colonial de Rusia en el hemisferio occidental. El obispo Innocencio (Ivan Popov Evseyevich Veniaminov) de la Iglesia ortodoxa rusa, un clérigo, profesor y lingüista, ocupó la residencia hasta el año 1853.: 7–8  La Iglesia tuvo en el edificio una escuela, una residencia y un lugar de culto hasta que el estado ruinoso forzó su abandono en 1969 y en el año 1973 su venta al Servicio de Parques Nacionales.
En 1973, el Servicio de Parques Nacionales llevó a cabo un proyecto de restauración en dieciséis años para volver la propiedad a su antigua gloria. Se instalaron calefacción y fontanería modernas así como nuevos sistemas eléctricos, y al mismo tiempo, la estructura se mantuvo en el estado más auténtico posible. La planta superior se restauró a como era en 1853, basándose tanto en la evidencia arqueológica así como en diarios y dibujos contemporáneos. Hoy en día, numerosas exposiciones e iconos extravagantes de la Capilla de la Anunciació (Chapel of the Annunciation)  dan cuenta del legado de la América rusa. Igual que el área principal del parque, la Casa del Obispo Ruso se encuentra en el Registro Nacional de Lugares Históricos.

## Nota
A pesar de que algunas fuentes indican que la Casa del Obispo es uno de los "cuatro" ejemplos de la arquitectura colonial de Rusia que todavía permanecen en Norteamérica, el Servicio de Parques Nacionales sugiere más ambiguamente que es uno de los "pocos" que permanecen. El Parque Histórico Nacional de Sitka está abierto todos los días de 9:00 a. m. a 4:00 p. m.